# Hadrià (prefecte)
Hadrià o Adrià (en llatí Hadrianus o Adrianus) va ser un magistrat romà probablement nadiu d'Egipte, que exercia com a magister officiorum en el regnat de Flavi Honori, vers 397 a 399, segons apareix al Codi Teodosià. Es creu que també va ser prefecte del pretori d'Itàlia del 400 al 405 i després una segona vegada del 413 al 416.